# 塞莱斯汀·巴巴亚罗
塞莱斯汀·巴巴亚罗（Celestine Babayaro，1978年8月29日—），尼日利亞足球運動員，司職左閘。

## 球員生涯
巴巴亚罗早於1994年已遠赴歐洲加盟當地球會，時僅16歲。1997年4月以二百二十五萬英鎊身價轉投英超球會切尔西。他在車路士達八年，上陣超過200場。由於當時車路士實力未足以挑戰聯賽冠軍，巴巴耶路所贏得的僅是足總杯。
自2003年俄羅斯富商阿巴莫域治入主車路士後，車路士出現人事變動，巴巴耶路上陣機會變得寥寥無幾，故而於2005年轉投另一支英超球會纽卡斯尔联，成為球正選左翼衛。
巴巴耶路曾隨尼日利亞國家隊出戰1996年亞特蘭大奧運，贏得一面金牌。他也出戰過2002年世界杯，只是第一圈便出局。
2008年1月21日，巴巴耶路與洛杉磯銀河簽約三年，他將會與現任銀河領隊古利特再一次相遇，他於1997年執教切尔西時曾經將巴巴耶路收歸旗下。
2010年7月8日，巴巴耶路正式宣布退役。